# Блокадная прорубь
Опять налёт, опять сирены взвыли.

Опять зенитки начали греметь.

И ангел с петропавловского шпиля

В который раз пытается взлететь.

Но неподвижна очередь людская

У проруби, дымящейся во льду.

Там люди воду медленно таскают

У вражеских пилотов на виду.

Не думайте, что лезут зря под пули.

Остались — просто силы берегут.

Наполненные вёдра и кастрюли

Привязаны к саням, но люди ждут.

Ведь прежде чем по ровному пойдём,

Нам нужно вверх по берегу подняться.

Он страшен, этот тягостный подъём,

Хотя, наверно, весь — шагов пятнадцать.

Споткнёшься, и без помощи не встать,

И от саней — вода дорожкой слёзной…

Чтоб воду по пути не расплескать,

Мы молча ждём, пока она замёрзнет…
«Блока́дная про́рубь» («Блока́дная полынья́», «Дни́ блока́ды») — памятный знак в Санкт-Петербурге на спуске набережной реки Фонтанки, у дома 21, на месте, где в годы блокады находилась прорубь, к которой жители осаждённого города ходили за водой.

## История
В отсутствие продуктов синонимом жизни в осаждённом Ленинграде стала вода. Из-за ежедневных бомбёжек Ленинградского «Водоканала» и сильных морозов водопроводное снабжение часто прерывалось, и жители шли за водой к рекам и каналам. У прорубей выстраивались очереди. Наполненные вёдра, кастрюли и другие ёмкости везли на санках.
«Блокадная книга» сохранила свидетельства детей блокады: 

Мы на коленочки вставали около проруби и черпали воду ведром. Я с папой всегда ходила, у нас ведро было и большой бидон. И вот пока довезём эту воду, она, конечно, уже в лёд превращается. Приносили домой, оттаивали её. Эта вода, конечно, грязная была. Ну, кипятили её. На еду немножко, а потом на мытьё надо было. Приходилось чаще ходить за водой. И было страшно скользко. Спускаться вниз к проруби было очень трудно. Потому что люди очень слабые были: часто наберёт воду в ведро, а подняться не может. Друг другу помогали, тащили вверх, а вода опять проливалась.

## Память
Мемориальный знак в память о блокадных буднях был создан по инициативе главного художника города И. Г. Уралова скульптором Б. А. Петровым и архитектором С. П. Одноваловым. Открыт 21 января 2001 года.
Памятный знак, установленный на спуске к реке Фонтанке у дома 21 по набережной, представляет собой плиту из серого гранита с рельефом в виде женского профиля. Размеры памятника — 1,5 на 1,8 метра.
На камне высечена надпись:
Здесь
из ледяной
проруби
брали воду
жители
блокадного
Ленинграда
30 января 2001 года памятник был утрачен. Вторично открыт 18 января 2003 года.
«Блокадная полынья» входит в экскурсионные маршруты, посвящённые Великой Отечественной войне. В день прорыва блокады у мемориальной доски на набережной Фонтанки проходят торжественные церемонии и акции памяти, люди приносят цветы и свечи.
Памятный знак внесён в «Книгу памяти Великой войны».